# Associação Portuguesa Londrinense
Associação Portuguesa Londrinense (conhecida como Portuguesa Londrinense e cujo acrônimo é APL) é um clube de futebol brasileiro, sediado na cidade de Londrina, região norte do estado do Paraná.  A equipe manda os seus jogos no Estádio do Café, com capacidade para 45.000 pessoas.
A Lusinha como é carinhosamente chamada por seus torcedores, foi fundada no dia 14 de maio de 1950. Suas cores são o vermelho, verde e branco.
Atualmente, disputa a 3ª divisão do Campeonato Paranaense.

## História
A Portuguesa Londrinense foi fundada em 14 de maio de 1950, com o nome de Associação Atlética Portuguesa de Desportos, disputando sob tal nomenclatura os estaduais de 1959, 1960 e 1961. Em 1997, passa a se chamar Associação Portuguesa Londrinense. 
Após o retorno às suas atividades, disputou a divisão de acesso para a elite do futebol paranaense. Em 1998, no seu segundo ano depois da reestruturação, chegou ao terceiro lugar do estadual da Terceira Divisão. No ano seguinte, obteve vaga para Segunda Divisão do Paraná, e alcançou o vice campeonato.
Em 2001 disputou, novamente a Divisão de Acesso, sagrando-se vice-campeã. Em 2002 e 2003, figura na elite do futebol do paranaense. Posteriormente em 2004, disputou novamente a Série Prata, devido ao rebaixamento na temporada anterior. A conquista da Segundona de 2006, marca o primeiro título do clube, e também o retorno à Série Ouro. Porém, no estadual de 2008, acabou sendo rebaixada.
Entre 2012 e 2014, disputou o Campeonato Paranaense da 3ª divisão, conseguindo o acesso para a 2ª Divisão. Em 2015 fez boa campanha, chegando às quartas finais da competição e em 2016 volta a disputar a Divisão de Acesso.
Em 2018 e em 2019 participou da Copa Rubro Verde,  que contou a participação das outras Portuguesas do Brasil.
Já em 2018 ficou na lanterna do Campeonato Paranaense - 2ª divisão caindo para a 3ª divisão.
Jogou as edições 2019, 2020 e 2021 da 3ª divisão, não conseguindo o acesso.
Mais recente, em 2022 e 2023 participou das edições da 3ª divisão do Campeonato Paranaense e as competições de base no sub-17 e sub-20, desta forma revelando varias garotos na base.
Em 2024 disputará novamente a 3ª divisão do Campeonato Paranaense, uma vez que não conseguiu o acesso à 2ª divisão em 2023.

## Estrutura
A Lusinha, possui o Estádio Uady Chaiben, conhecido por Vila Santa Terezinha, com capacidade para 1mil pessoas, e um centro de treinamento com 33 mil m², com três campos e um alojamento para 50 atletas. Suas partidas são jogadas no VGD, com capacidade para 10 mil pessoas, e no Estádio do Café, para 45 mil pessoas.

## Títulos
| ESTADUAIS  | ESTADUAIS                          | ESTADUAIS | ESTADUAIS   |
|            | Competição                         | Títulos   | Temporadas  |
| ---------- | ---------------------------------- | --------- | ----------- |
| Paraná     | Campeonato Paranaense - 2ª Divisão | 1         | 2006        |
| MUNICIPAIS |                                    |           |             |
|            | Competição                         | Títulos   | Temporadas  |
|            | Citadino de Londrina               | 2         | 2002 e 2006 |

### Campanhas em destaque
- Vice-Campeão da Divisão de Acesso Paranaense: 1999 e 2001.